# Puissalicon
Puissalicon è un comune francese di 1 083 abitanti situato nel dipartimento dell'Hérault nella regione dell'Occitania.

## Società

### Evoluzione demografica
Abitanti censiti